# ديفيد ثورنتون
ديفيد ثورنتون (بالإنجليزية: David Thornton)‏ هو لاعب كرة قدم أمريكية أمريكي، ولد في 1 نوفمبر 1978 في غولدزبورو في الولايات المتحدة.

## وصلات خارجية
- ديفيد ثورنتون على موقع مرجع كرة القدم المحترفة.كوم (الإنجليزية)